# Whiterocks
Whiterocks is een plaats (census-designated place) in de Amerikaanse staat Utah, en valt bestuurlijk gezien onder Uintah County.

## Demografie
Bij de volkstelling in 2000 werd het aantal inwoners vastgesteld op 341.

## Geografie
Volgens het United States Census Bureau beslaat de plaats een oppervlakte van
6,1 km², geheel bestaande uit land. Whiterocks ligt op ongeveer 1678 m boven zeeniveau.

## Plaatsen in de nabije omgeving
De onderstaande figuur toont nabijgelegen plaatsen in een straal van 28 km rond Whiterocks.